# Бабур Али-хан
Сеид Бабар Али-хан Бахадур (бенг. বাবর আলী খান; 1772 — 28 апреля 1810) — 12-й наваб Бенгалии, Бихара и Ориссы (6 сентября 1793 — 28 апреля 1810). Он унаследовал титул наваба после того, как его отец, Мубарак Али-хан, 11-й наваб Бенгалии, скончался 6 сентября 1793 года. Он правил с 1793 до 1810 года, когда он умер 28 апреля 1810 года.

## Биография
Родился в 1772 года в Муршидабаде. Старший сын Мубарака Али-хана (1759—1793), 11-го наваба Бенгалии, Бихари и Ориссы (1770—1793), от Фаиз-ун-Нисы Валиды Бегум, одной из его главных жен.
6 сентября 1793 года после смерти своего отца Мубарака Али-хана Бабар Али-хан унаследовал титул наваба Бенгалии, Бихара и Ориссы. Его почетные титулы: Насир уль-Мульк, Азад уд-Даула и Делайр Джанг .
28 апреля 1810 года Наваб Назим Бабар али-хан скончался в Муршидабаде. Он был похоронен на кладбище Джафаргандж в Муршидабаде. Ему наследовал его старший сын, Зейн-уд-Дин Али-хан (? — 1821), 13-й наваб Бенгалии (1810—1821).

## Жены и дети
У Наваба Назима Бабар Али-хана было две жены. Его первой женой была Баббу Бегум Сахиба. Она была дочерью Мухаммада Сами-хана. Имя второй жены Бабар Али-Хана неизвестно.
У Бабара Али было два сына:
- Зейн-уд-Дин Али-хан (? — 1821), 13-й наваб Бенгалии (1810—1821), старший сын Бабара Али от Баббу Бегум
- Ахмад Али-хан (? — 1824), 14-й наваб Бенгалии (1821—1824), младший сын наваба от его второй жены.